# Барбара Тенчинська
Барбара Тенчинська (*1582 — 1602) — представниця українського князівського та магнатського роду.

## Життєпис
Походила з впливового роду Збаразьких гербу Корибут. Донька Стефана Збаразького, воєводи троцького, та Доротеї Фірлей. Народилася у 1582 році, можливо в Троцьку (Тракаї). У 1585 році втратила батька. Деякий час виховувалася матір'ю-кальвіністкою. Після смерті останньої у 1591 році її вітчим Лев Сапега, підканцлер Великого князівства Литовського, відправив Барбару до двору кальвініста Криштофа Радзивіла «Перуна». Виховувалася послідовно дружинами останнього — Катажиною Тенчинською та Єлизаветою Острозькою відповідно. Оскільки останні були католичками, то Барбара перейшла в католицтво з кальвінізму. При цьому опіку над майном Барбари здійснював родич Януш Збаразький.
У лютому 1602 року Барбара Стефанівна вийшла заміж за коронного мечника Ґабріеля Тенчинського і разом із ним відібрала в опікунів належні їй володіння, у тому числі замки й міста Новий Збараж або Ожогівці, Янпіль та Дрибова з відповідними округами. також повернула маєток Диброва, спадщину матері.
20 лютого того ж року подружжя Тенчинських передало свої права на цей маєток у складі замку й міста Дрибова та двох сіл, а також замок і місто Янпіль із належними до нього вісьмома селами Янушу Збаразькому. Втім Барбара раптово померла того ж року, оскільки до 19 липня була мертва з огляду на те, що Ґабріель Тенчинський передав Я. Збаразькому усю Новозбаразьку волость, зокрема замок та старе й нове міста Ожогівці (або Новий Збараж), а також двір, городище, містечко й село Купель.